# Stożek Wielki (Beskid Śląski)

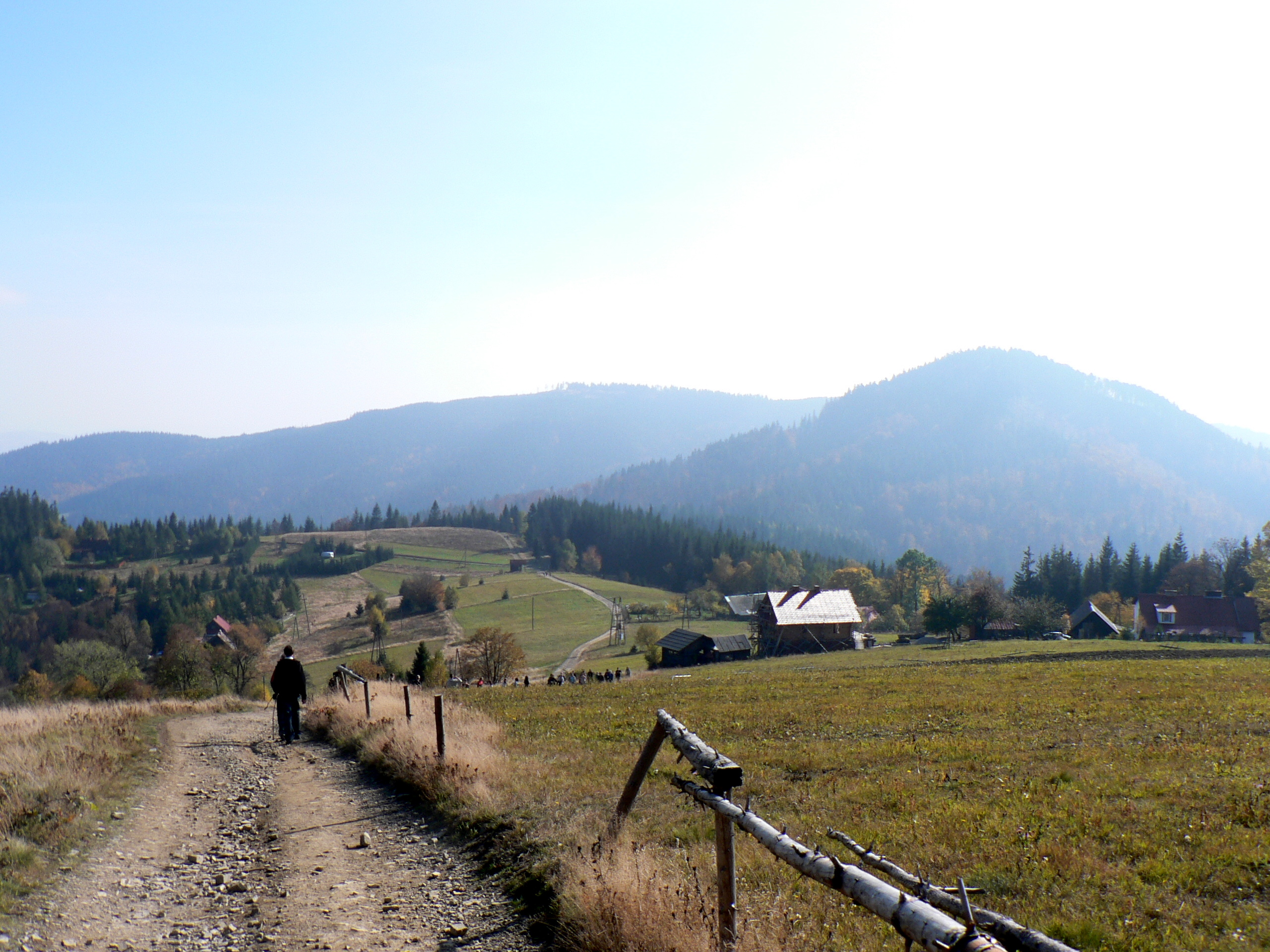
Stożek Wielki (po prawej) od strony północnej, ze stoków Cieślara

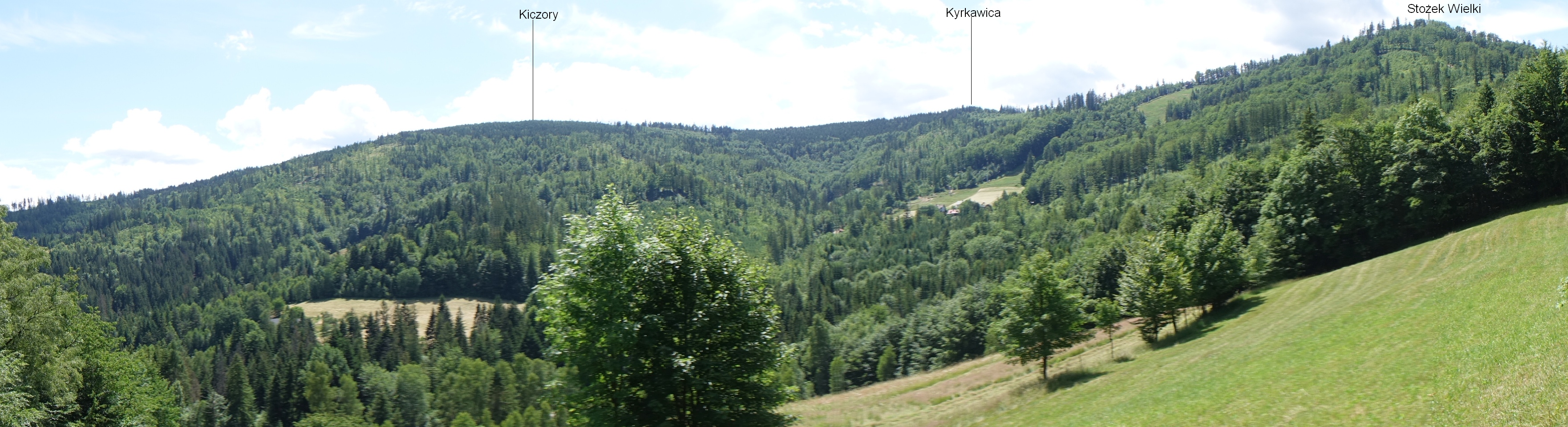
Widok z Łabajowa

Stożek Wielki (cz. Velký Stožek 978 m n.p.m.) – szczyt w Paśmie Stożka i Czantorii w Beskidzie Śląskim. Pasmo to tworzy dział wodny między Wisłą i Odrą i biegnie nim granica polsko-czeska. Wielki Stożek znajduje się w nim pomiędzy Stożkiem Małym i Kyrkawicą i jest trzecim co do wysokości (po Wielkiej Czantorii i Kiczorach) szczytem tego pasma.

## Ukształtowanie
Zbocza szczytowej kopuły Wielkiego Stożka stromo opadają ku zachodowi, północy i wschodowi, jedynie ku południu jego grzbiet biegnie prawie poziomo ku Kyrkawicy. Góra, oglądana z sektora północnego, ma rzeczywiście formę dość regularnego stożka. Zbudowana jest z piaskowca godulskiego.
Szczyt Wielkiego Stożka jest zwornikiem dla tzw. „ramienia Łączki i Filipki” – najdłuższego grzbietu bocznego Pasma Stożka i Czantorii, odchodzącego od Stożka w kierunku północno-zachodnim. W kierunku północno-wschodnim opada ze szczytu Stożka krótki grzbiecik, zakończony kopczykowatym szczycikiem (ok. 730 m n.p.m.), oddzielający dolinę potoku Łabajów od dolinki jego lewobrzeżnego dopływu – potoku Jerzy.
Pod samym szczytem góry od strony zachodniej znajduje się charakterystyczna wychodnia skalna z wywieszoną płytą. Ten ...duży cypel skalny nakształt czółna (...) opisał już Jan Galicz, jeden z czołowych polskich działaczy turystycznych na Śląsku Cieszyńskim, w relacji z wycieczki turystycznej odbytej w 1891 r. Położone tuż pod tą wychodnią urwisko ze skalnymi ściankami nie jest natomiast pochodzenia naturalnego, gdyż powstało w wyniku łamania kamienia do budowy pobliskiego schroniska.
Rozległa wychodnia w formie muru skalnego, z licznymi basztami skalnymi i ambonami oraz rumowiskiem bloków skalnych u ich stóp ciągnie się na wysokości ok. 870–890 m n.p.m. wzdłuż zachodnich, bardzo stromych zboczy Wielkiego Stożka, już po stronie czeskiej. Wspomniany Jan Galicz pisał o niej, iż jest to ...próg skalny, długości kilkudziesięciu metrów. Próg ten kończy się w kierunku południowozachodnim olbrzymim, do 10 m wysokości dochodzącym, zwieszającym się blokiem skalnym, pod którym kilkanaście osób może znaleźć pomieszczenie.
Masyw Wielkiego Stożka porośnięty jest lasami, po stronie zachodniej głównie bukowymi i bukowo-świerkowymi, po wschodniej – w większości świerkowymi.

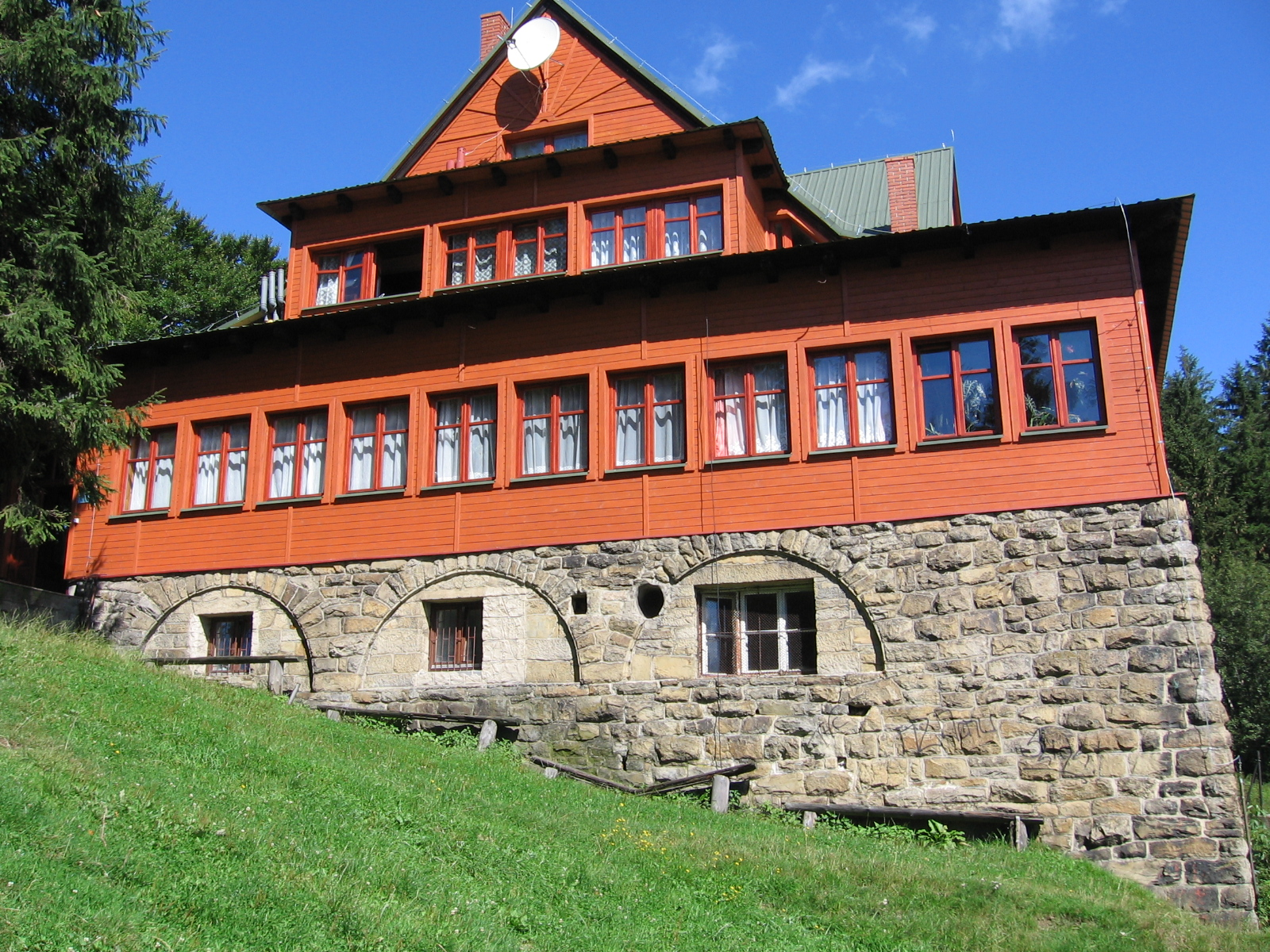
Schronisko PTTK Stożek

Polskie stoki Stożka Wielkiego znajdują się w granicach miasta Wisła w województwie śląskim, powiecie cieszyńskim. Przed wejściem obu państw do strefy Schengen na Stożku Wielkim znajdowało się turystyczne przejście graniczne Stożek-Velký Stožek.
Pod samym szczytem znajduje się schronisko PTTK Stożek oddane do użytku w 1922 r. (pierwsze wybudowane przez Polaków w polskim Beskidzie Śląskim – wcześniejsze budowała organizacja Beskidenverein) oraz węzeł szlaków pieszych, którymi dojść można m.in. na Przełęcz Kubalonkę, Czantorię Wielką, Soszów Wielki do Wisły, Wisły Głębce, Istebnej, Jaworzynki i Jabłonkowa. Przez szczyt przebiega także Główny Szlak Beskidzki.
Ze szczytu rozciągają się fragmentaryczne widoki na Beskid Morawsko-Śląski, spod schroniska – szeroki widok na Beskid Śląski, a także na Beskid Żywiecki i Tatry. Na 10 ze skalnych bloków na zachodnim stoku Stożka, o wysokości 2–3 m, uprawiany jest bouldering. Poprowadzono na nich 21 baldów o trudności od 4 do 7a+ w skali francuskiej.

## Szlaki turystyczne
Po stronie polskiej:
 czerwony z Wielkiej Czantorii przez Przełęcz Beskidek i Soszów Wielki – 2:10 godz., z powrotem 2:35 godz.
 czerwony z Baraniej Góry przez Schronisko PTTK na Przysłopie i Przełęcz Kubalonkę – 5:25 godz., z powrotem 5:55 godz.
  żółty i czerwony z Jaworzynki Trzycatek przez Kiczory – 4:10 godz., z powrotem 4:25 godz.
 żółty z Wisły Dziechcinka przez Dolinę Dziechcinki – 2:05 godz., z powrotem 1:45 godz.
 zielony z Głębiec przez dolinę Łabajowa – 1:30 godz., z powrotem 1:15 godz.
   niebieski, zielony i czerwony z Baraniej Góry przez Schronisko PTTK na Przysłopie, Karolówkę, Istebną i Kiczory – 5:10 godz., z powrotem 5:20 godz.
 niebieski z Głębiec przez Mraźnicę – 2:00 godz., z powrotem 1:30 godz.
 niebieski z Wisły Dziechcinka przez Kobylą – 2:25 godz., z powrotem 1:55 godz.
Po stronie czeskiej
    czerwony i żółty z Nýdku – 3:50 godz., z powrotem 2:35 godz.
    żółty i niebieski z Jabłonkowa – 2:25 godz., z powrotem 1:50 godz.
  niebieski szlak graniczny z Czantorii Wielkiej – 2:15 godz., z powrotem 2:40 godz.

## Infrastruktura turystyczna
- schronisko PTTK Stożek
- na wschodnim zboczu Stożka znajduje się Ośrodek Narciarski Stożek z wyciągiem krzesełkowym, 2 wyciągami talerzykowymi, ponad 3 km tras narciarskich i snowparkiem.
- Na Stożku znajdują się trasy do uprawiania zjazdu rowerowego. Organizowane są tam też mistrzostwa i puchary Europy w tej dyscyplinie[9].